# Dujo Runje
Dujo Runje (Karakašica, 29. travnja 1951. – Subotica, 6. studenoga 2011.) bio je bački hrvatski kulturni i politički djelatnik, po struci pedagog i sociolog, a radio je u ustanovi predškolskog odgoja u Subotici.
Bio je i predsjednikom Upravnog odbora Zavoda za kulturu vojvođanskih Hrvata.

## Politički rad
Zastupnik je u Skupštini AP Vojvodine (po stanju od 9. svibnja 2009.) i dopredsjednik je DSHV-a. Članom je izvršnog vijeća HNV R. Srbije, a zadužen je za obrazovanje.
1998. je bio jednim od inicijatora utemeljenja Hrvatskog akademskog društva, zajedno sa Zlatkom Šramom i Josipom Ivanovićem.
Na pokrajinskim izborima 2004. za skupštinu AP Vojvodine je ušao u Skupštinu na listi Za europsku Vojvodinu, Demokratska stranka – G17 plus, Boris Tadić. 
2004. je bio dijelom pregovaračkog sastava Hrvatskog narodnog saveza koje je pregovaralo s DSHV-om o ujedinjenju tih dviju stranaka.
Na pokrajinskim izborima  2008. za skupštinu AP Vojvodine je bio na listi Demokratske stranke. 

## Djela
- (suautor s Violetom Vrcelj Odri) Sad znam bolje, r. listovi iz matematike za djecu od 5 do 7 godina, na srpskom i mađarskom jeziku
- (suautor s Violetom Vrcelj Odri) Koraci, didaktički materijal za igru namijenjen poticanju razvitka mišljenja kod djece u dobi od 4 do 8 godina